# Žan Rudolf
Žan Rudolf, slovenski atlet, * 9. maj 1993, Slovenija.
Rudolf je na evropskem mladinskem prvenstvu leta 2011 v Talinu osvojil srebrno medaljo v teku na 800 m. 14. junija 2012 je v Velenju postavil nov slovenski rekord s časom 1:46,79, pred tem ga je držal Rafko Marinič.